# Filippo (console 408)
Flavio Filippo (latino: Anicius Auchenius Bassus; fl. 408) è stato un politico romano di età imperiale.
Nel 408 fu console posterior, assieme ad Anicio Auchenio Basso.